# Black Eyes
《Black Eyes》(블랙 아이즈)는 대한민국의 걸 그룹 티아라의 세 번째 미니 앨범이다.

## 트랙 목록
- Cry Cry

작곡 : 조영수, 김태현
작사 : 안영민, 조영수, 김태현
편곡 : 조영수, 김태현
- Goodbye, OK

작곡 : 안영민, 이유진
작사 : 안영민
편곡 : 이유진
- O My God

작곡 : 최규성
작사 : 최규성
편곡 : 최규성
- I'm So Bad

작곡 : 조영수, 김태현
작사 : 안영민
편곡 : 조영수, 김태현
- Cry Cry (Ballad Ver.)

작곡 : 조영수, 김태현
작사 : 안영민, 조영수, 김태현
편곡 : 조영수, 김태현
- Cry Cry (Ballad Music Video Ver.)

작곡 : 조영수, 김태현
작사 : 안영민, 조영수, 김태현
편곡 : 조영수, 김태현

### Funky Town
1. "Lovey-Dovey"
2. "우리 사랑했잖아"
3. "Lovey-Dovey" (Club Remix Ver.)
4. "Cry Cry"
5. "Goodbye, OK"
6. "O My God"
7. "I'm So Bad"
8. "Cry Cry" (Ballad Ver.)